# Kvalserien till Elitserien i innebandy 2011/2012
Kvalserien till Elitserien i innebandy 2011/2012 spelades mellan den 20 mars och 3 april 2011 och bestod av fyra lag, varav ett från Elitserien 2010/2011 och tre lag från division 1. De två främsta lagen gick upp till Elitserien 2011/2012.
Vinnaren i ordinarie tid fick 3 poäng, vid oavgjort efter full speltid fick vardera lag ett poäng och matchen fortsatte till sudden death. Vinnaren i sudden death fick ytterligare en poäng - korades ingen vinnare fick inget lag extrapoäng (det vill säga att båda lagen fick nöja sig med ett poäng vardera). Förloraren i ordinarie tid fick noll poäng.

## Tabell
|    | Kvalserien            | SM | V | O | F | ÖTV | GM | IM | MS  | P  |
| -- | --------------------- | -- | - | - | - | --- | -- | -- | --- | -- |
| 1. | Sala Silverstaden IBK | 6  | 5 | 0 | 1 | 0   | 29 | 16 | +13 | 15 |
| 2. | Jönköpings IK         | 6  | 4 | 0 | 2 | 0   | 26 | 20 | +6  | 12 |
|    |                       |    |   |   |   |     |    |    |     |    |
| 3. | Telge SIBK            | 6  | 3 | 0 | 3 | 0   | 27 | 24 | +3  | 9  |
| 4. | Örnsköldsviks IBK     | 6  | 0 | 0 | 6 | 0   | 14 | 36 | –22 | 0  |

## Källa
- Innebandy.se